# Górówka farte
Górówka farte (Erebia pharte) – motyl dzienny z rodziny rusałkowatych.

## Wygląd
Rozpiętość skrzydeł od 33 do 36 mm, dymorfizm płciowy niewielki.

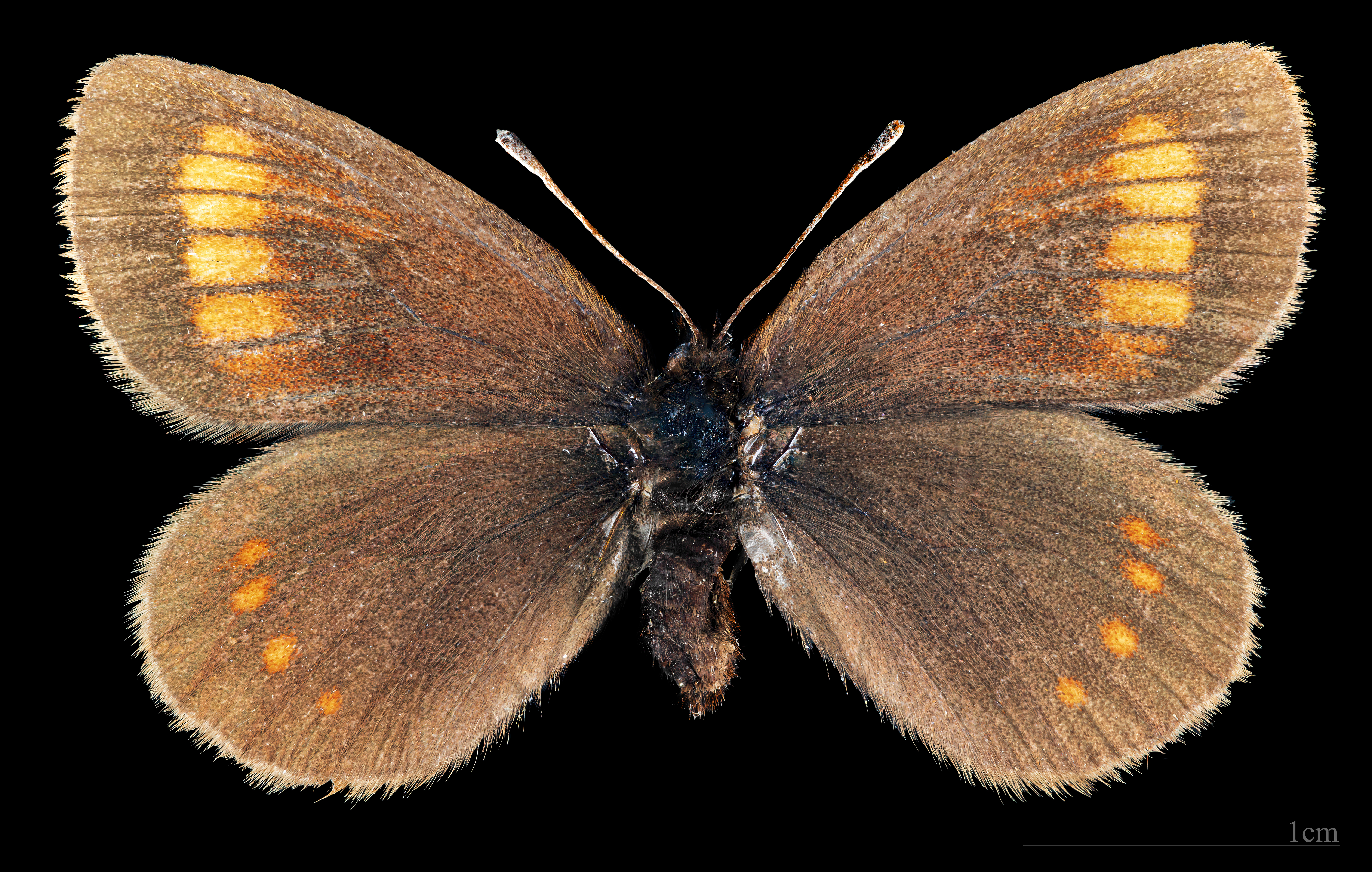
Erebia pharte  ♀
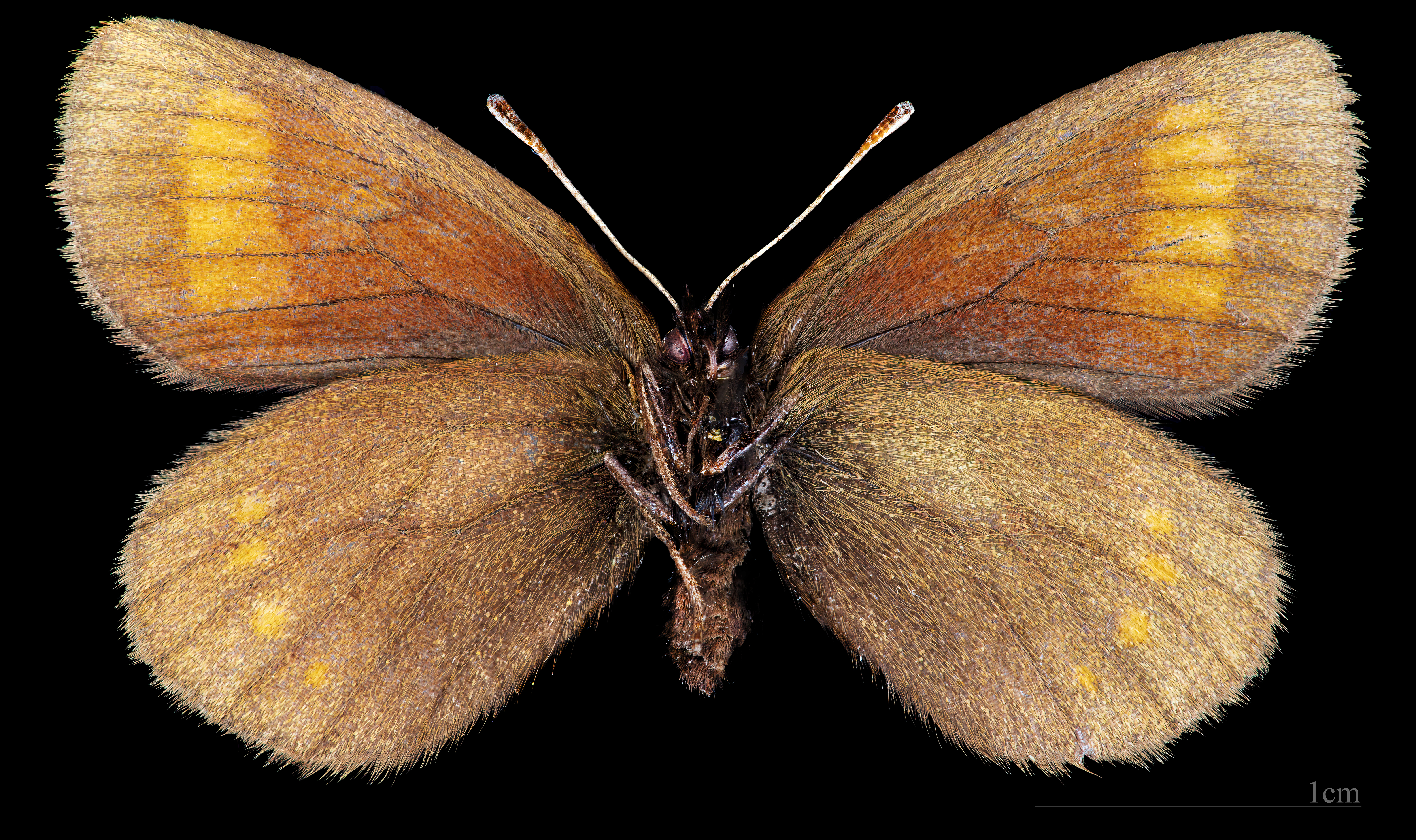
Erebia pharte  ♀ △

## Siedlisko
Gatunek alpejski, żyje na łąkach w piętrze kosodrzewiny, a także na kwiecistych leśnych polanach powyżej 1000 m n.p.m.

## Biologia i rozwój
Wykształca jedno pokolenie w roku (lipiec-sierpień). Rośliny żywicielskie: kostrzewa czerwona, kostrzewa owcza, turzyca sina, bliźniczka psia trawka. Jaja składane są pojedynczo lub po dwie sztuki na roślinie żywicielskiej lub w jej pobliżu. Larwy wylęgają się po 2 tygodniach; dwukrotnie zimują. Stadium poczwarki trwa ok. 3-4 tygodnie.

## Rozmieszczenie geograficzne
Gatunek europejski, występuje wyłącznie w Karpatach i Alpach. W Polsce obserwowany rzadko - wyłącznie w Tatrach w Dolinie Tomanowej i na Ciemniaku; być może są to jedynie osobniki zalatujące ze Słowacji.